# نهاية العالم المنحول لميثوديوس

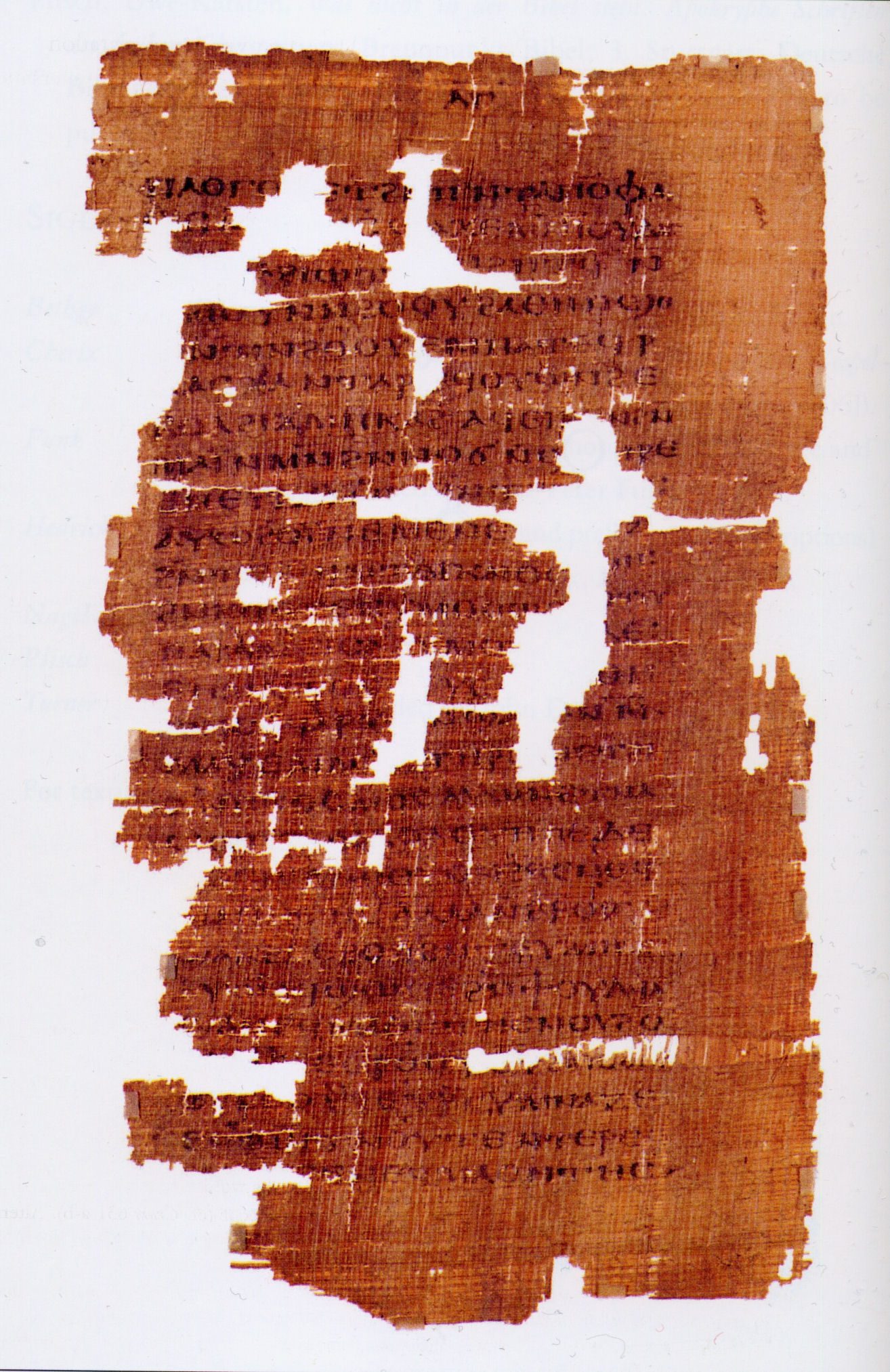

نهاية العالم المنحول لميثوديوس هو عمل مسيحي في أواخر القرن السابع باللغة السريانية،  والذي يعرف أيضا باسم الكشف ( "الوحي"). يُدعى مؤلفها المجهول ميثوديوس المنحول لأنه افترض سابقًا بشكل غير صحيح أن العمل قد كتبه الأسقف ميثوديوس حوالي 300 م. وفقا للرأي السائد، وضع هذا سفر نهاية العالم بعد عام 685 م بفترة وجيزة. في عام 694 ذُكر العمل لأول مرة من قبل مؤلفين سوريين آخرين.
النص عبارة عن مخطط لتاريخ العالم، ينحرف محتواه بشكل كبير عن الحقائق التاريخية وينتهي أخيرًا في نبوءات حول نهاية العالم وهي: تأسيس المملكة المسيحية العالمية من قبل أمير السلام، ومجيء المسيح الدجّال ، يليه يوم القيامة . وبالإضافة إلى نبوءات رؤيا يوحنا ، هناك عناصر من مجموعات نبؤات سيبيلية .
يفترض البحث الحديث أن النص نوع من الاستجابة المسيحية المبكرة للتوسع الإسلامي ، إذ يعالج المؤلف المجهول المخاوف المعاصرة حول نهاية العالم القديم. وفقًا لذلك، كان حكم العرب مجرد مرحلة قصيرة، وبعدها ستستمر الإمبراطورية الرومية (الشرقية) (وفق عقيدة الممالك الأربعة ) في الوجود حتى نهاية الزمان الوشيكة. ربما كانت آمال المؤلف موجهة إلى الإمبراطور جستنيان الثاني، الذي سيهزم الخلافة ويدخل في ذروة ازدهار نهائية قبل نهاية العالم .
اكتشف الرؤيا العديد من القراء في العصور الوسطى عند ترجمتها إلى اليونانية واللاتينية (لأول مرة في القرن الثامن ) ، والسلافية وغيرها من اللغات الشعبية، . كان للنص الشائع أيضًا تأثير كبير على أدب نهاية العالم (على سبيل المثال ادسو مونتيرندير   Adso von Montier-en-Der ) وكذلك على التصور الأخروي للعالم. يعتبر النص أقدم دليل معروف على فكرة أمير السلام في نهاية الزمان، والتي لا تزال منتشرة على نطاق واسع بين الإنجيليين الأمريكيين حتى يومنا هذا.

## الطبعات والترجمات
- الوحي الإلهي . مايكل فورتر، بازل 14. II. 1500 ( Digitalisat )
- بنيامين جارستاد (محرر. ): نهاية العالم الزائفة الميثودية / وقائع العالم الإسكندري . مطبعة جامعة هارفارد، كامبريدج، ماساتشوستس. 2012 (إصدار مع الترجمة الإنجليزية).
- جيريت جان رينينك (محرر. ): نهاية العالم السورية للميثودية الزائفة . لوفان 1993 (ترجمة ألمانية).

## الأدبيات
- Elisabeth Heyse:
- روبرت ج.هويلاند : رؤية الإسلام كما رآه الآخرون، مسح وتقييم للكتابات المسيحية واليهودية والزرادشتية حول الإسلام المبكر . داروين برس، برينستون 1997 ، ص 263-267.